# I Netturbani
I Netturbani (Urban Vermin) è una serie televisiva animata canadese del 2007, creata da Diana Arruda e Tim Thompson e prodotta da Decode Entertainment.
La serie è stata trasmessa per la prima volta in Canada su YTV dall'8 ottobre al 12 novembre 2007, per un totale di 26 episodi ripartiti su una stagione. In Italia la serie è stata trasmessa su Jetix dal luglio 2008.

## Personaggi e doppiatori

### Personaggi principali
- Abe, voce originale di Gabe Plener, italiana di Francesco Prando.
- Coco, voce originale di Alyson Court, italiana di Barbara De Bortoli.
- Nigel, voce originale di Dwayne Hill, italiana di Giuliano Santi.

### Personaggi ricorrenti
- Madman, voce originale di Joseph Motiki, italiana di Sergio Luzi.
- Ken, voce originale di Scott McCord, italiana di Alberto Bognanni.
- No-Neck, voce originale di Yannick Bisson, italiana di Pierluigi Astore.
- Zitzy, voce originale di Adam Reid, italiana di Massimo Milazzo.
- Hans Flix, voce italiana di Vladimiro Conti.
- Juanita, voce italiana di Daniela Abbruzzese.